# Joseph Monier
 (novembre 2014).
Si vous disposez d'ouvrages ou d'articles de référence ou si vous connaissez des sites web de qualité traitant du thème abordé ici, merci de compléter l'article en donnant les références utiles à sa vérifiabilité et en les liant à la section « Notes et références ».
Pour les articles homonymes, voir Monier.
Joseph Monier est un jardinier et inventeur français né le 8 novembre 1823 à Saint-Quentin-la-Poterie dans le Gard et mort le 13 mars 1906 à Paris.
Il est considéré comme l'inventeur du béton armé pour lequel il a déposé plusieurs brevets : notamment, en 1867,  un brevet sur des caisses en ciment armé de fer pour l'horticulture.

## Joseph Monier, inventeur et constructeur

### Du jardinier à l'inventeur
Jardinier de profession, il a inventé le béton armé en recherchant un moyen de produire des pots à orangers (pots du parc des ducs d'Uzès) moins chers et plus résistants. La structure métallique du béton armé s’appelle d’ailleurs « moniereisen », soit « fer de Monier », en à.l’émane. Cependant il ne faut pas oublier que c'est en 1848 que Joseph-Louis Lambot a construit sa première barque en ciment armé qu'il appelle « bateau-ciment ».
En 1842, alors qu'il est jardinier du duc d'Uzès comme son père, celui-ci remarque son habileté et son goût dans les aménagements des parterres. Il lui propose de s'occuper du jardin de son hôtel parisien. Ce nouveau travail lui laisse le temps de suivre des cours du soir et d'apprendre à lire et à écrire. Les connaissances du duc apprécient ses talents de jardinier. Le duc lui permet d'intervenir chez ses amis. C'est ainsi qu'il fait connaissance d'un jardinier travaillant aux jardins du Louvre.
En 1846 une place de jardinier se libérant au jardin du Louvre, Joseph Monier quitte le service du duc d'Uzès. Son nouveau poste lui permet de suivre des cours au Jardin des Plantes.
Le 29 mai 1849 il reprend un petit atelier en plus de son travail de jardinier au Louvre. Cela lui permettra de faire des travaux de jardinage pour des particuliers, à Strasbourg, Versailles, Hyères.
Le coup d'État du 2 décembre 1851 et le plébiscite des 21/22 novembre 1852 permettent à Louis-Napoléon Bonaparte de se faire sacrer empereur, sous le nom de Napoléon III, le 2 décembre 1852.
Par décret du 8 juillet 1852, le futur Napoléon III donne le bois de Boulogne à la Ville de Paris, à charge pour elle de l'aménager comme le parc de Hyde Park de Londres que l'empereur avait apprécié pendant son exil. Se développe alors l'art du rocaillage, fabriqué en projetant du ciment sur un grillage de fer. C'est probablement à partir de la réalisation de rocailles pour les jardins que Joseph Monier va passer aux caisses à fleur en ciment armé.

### Joseph Monier constructeur
En 1855 se déroule l'Exposition universelle de Paris. Joseph-Louis Lambot y expose un second exemplaire de son bateau-ciment. Nul ne peut affirmer que Joseph Monier l'ait vu.
Le 1er janvier 1860, Paris s'agrandit. Les limites de la ville sont reportées jusqu'à l'enceinte de Thiers. Paris plus grand, c'est aussi plus de travail pour la petite entreprise de Joseph Monier. Il emploie quinze ouvriers et trois contremaîtres.
D'après la revue « Le Ciment », il aurait dès 1860 commencé à réaliser des terrasses en ciment armé. Rapidement il va voir les capacités et qualités de ce nouveau matériau et élargir son domaine d'utilisation aux réservoirs, bassins, abreuvoirs, … La prospérité du Second Empire allait augmenter les demandes d'une nouvelle bourgeoisie pour améliorer le confort de ses résidences, jardins, parcs et eau courante.
En janvier 1871, après des bombardements prussiens sur Paris, les bâtiments de l'entreprise de Joseph Monier sont en ruine.

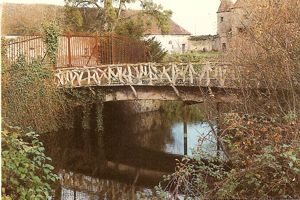
Pont de Chazelet

En 1875, à la demande du propriétaire du château de Chazelet près de Saint-Benoît-du-Sault, M. Taupinart de Tilière, l'architecte Alfred Dauvergne demande à Joseph Monier de concevoir et réaliser un pont en ciment armé permettant de franchir les douves du château. Avec une longueur de 13,80 m et une largeur de 4,25 m, il existe toujours, même si les architectes des Monuments historiques ont du mal à admettre qu'il faut le sauvegarder. C'est le premier pont en ciment armé du monde.

### Développement du béton armé à l'international
En 1879, Joseph Monier dépose une demande de brevet en Autriche. Il vend sa licence en 1880 à R. Schuster.
Le 11 janvier 1880, il signe un protocole pour la Russie.
Le 16 décembre 1880, il concède les droits d'exploitation de ses brevets en Belgique et en Hollande.
En 1881, il fait sa demande de brevet pour toute l'Allemagne. Le pont Ludwig-Ferdinand, à Munich, a une arche en béton armé suivant ces principes - une première dans cette ville.

### Faillite de l'entreprise de Joseph Monier
Si d'autres ont fait fortune avec les brevets de Joseph Monier, ce dernier va vivre la fin de sa vie dans la misère. La plupart des entreprises utilisant ses brevets avaient « oublié » de lui en payer les redevances.
27 juin 1888, l'entreprise « J. Monier constructeur » est déclarée en faillite.
3 novembre 1888 est inaugurée la maison de retraite de la fondation Brignole-Galliera à Clamart dont la construction a commencé en 1877 sous la direction de l'architecte Léon Ginain. Pour cette maison de retraite, l'entreprise de Joseph Monier a construit un réservoir de 10 m de hauteur et 8 m de diamètre. L'aspect extérieur a été dessiné par l'architecte Prosper Bobin (1844 - 1924).

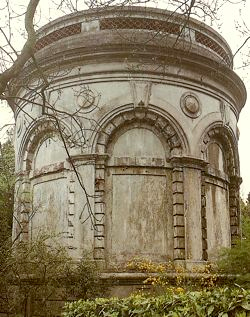
Le réservoir de Clamart.

1889, Joseph Monier construit un escalier de 140 marches en ciment armé dans le donjon du château de Blandy-les-Tours.
13 avril 1889, l'entreprise « J. Monier constructeur » est mise en liquidation judiciaire.
Le 24 avril 1891, Joseph Monier dépose son dernier brevet.
En juin 1902 paraît une requête de cinq entreprises européennes au président de la République, Émile Loubet, demandant aux autorités publiques d'intervenir en faveur de Monier, dans la revue Le Ciment. En juillet, dans la même revue, paraît la lettre de remerciement de Joseph Monier « je suis profondément touché de votre bon souvenir envers moi … . Je vous remercie de vous être souvenus de votre ancien maître, Joseph Monier, l'inventeur du ciment armé. Je me console de ma peine de n'avoir pas été oublié. » Il terminait sa lettre en écrivant qu'il était « trop heureux d'avoir pu réaliser une invention profitable à tous les peuples civilisés ».
En 1903, un groupe de soixante-dix ingénieurs, entrepreneurs et industriels adressent une pétition au ministre des Finances demandant « pour la famille Monier le bureau de tabac au sujet duquel une instruction est en instance et qu'il est désirable de lui voir attribuer dans le plus bref délai ».
Le 13 mars 1906, Joseph meurt en son domicile, 40 avenue Malakoff dans le 16e arrondissement de Paris.

### Le béton armé dans le domaine public
Vers 1873 - 1874, François Hennebique a vu des applications des procédés de construction de Joseph Monier. Il connaît ses brevets. Le premier brevet de François Hennebique sur l'utilisation du béton armé sera déposé le 8 août 1892. D'autres inventeurs ont travaillé entre 1880 et 1900 sur la mise au point et le compréhension du fonctionnement de ce nouveau matériau : Thaddeus Hyatt aux États-Unis, François Coignet et son fils Edmond, Paul Cottancin, Jean Bordenave, Aimé Bonna, Henri Chassin, Louis Coularou, Simon Boussiron, Paul Piketty, Armand Considère, … jusqu'à la publication des premières instructions d'emploi et de calculs du béton armé, en Prusse, dès 1904, en France, la commission du ciment armé fait publier sa circulaire en 1906.
Après 1900, François Hennebique va tenter de monopoliser l'emploi du béton armé à son seul profit en prétextant que ses brevets lui donnent l'antériorité. Paul Piketty, Simon Boussiron, avec Mollet, intentent un procès à Hennebique. Hennebique sera condamné en 1903, puis en 1906 en appel. Dans l'attendu du jugement du 14 décembre 1906, le juge indique Attendu qu'en 1878, un sieur Monier, qui avait pris le 3 novembre 1877 un brevet pour diverses applications du ciment armé (avec lequel) il composait sa poutre de deux barres de fer, l'une supérieure, l'autre inférieure, reliées ensemble par des tiges de fer … il apparaît dès lors, que le brevet de Monier constitue une véritable antériorité au brevet Hennebique dont il doit faire prononcer la nullité. Au second jugement, Joseph Monier était mort dans la pauvreté et le principe du béton armé était dans le domaine public.

## Monierbau
1875, création de Freytag & Heidschuch oHG
Joseph Monier a fait sa demande de brevet pour l'Allemagne en 1881, mais il lui faudra attendre sa rencontre en 1884 avec Conrad Freytag (1846–1921) et Philippe Josseaux pour que son procédé de construction se développe en Allemagne. Il va porter alors le nom de Monierbau.
En 1885, Philippe Josseaux parle de l'achat de ce brevet à un autre entrepreneur de Francfort, Gustav Adolf Wayss (1851 - 1917) qui avait vu les produits Monier, peut-être à l'exposition universelle d'Anvers. Conrad Freytag et Philippe Josseaux cèdent gratuitement leurs droits sur le brevet Monier pour l'Allemagne du Nord à Wayss. Création de l'entreprise de béton armé C. Freytag und G. A. Wayss.
En 1886, Wayss fonde à Berlin la société « Aktien-Gesellschaft für Beton- und Monierbau ». Wayss aurait aussi acheté les droits d'exploitation du brevet de Monier pour l'Allemagne de l'Est.
En 1886, Wayss rencontre l'architecte du Reichstag de Berlin, Matthias Koenen, et lui vante les qualités du ciment armé dont il possède le brevet, en particulier pour sa résistance au feu. Des essais seront faits qui confirmeront la résistance du ciment armé. 1 500 m2 de planchers seront alors coulés au Reichstag par l'architecte Paul Wallot.
Pour faire ses essais, Matthias Koenen a utilisé une étude faite en 1863 par l'ingénieur en chef des Ponts et Chaussées chargé des travaux du port du Havre, Bouniceau, publiées dans les Annales des Ponts et Chaussées. Koenen publie les résultats des essais dans Zentralblatt der Bauverwaltung en octobre 1886 sous le titre Berechnung der Stärke der Monierschen Cementplatten.
En 1887, Wayss publie à Berlin et Vienne le livre Das System Monier. Eisengerippe mit Cementumhüllung.
Entre 1887 et 1891, près de 300 ponts seront construits en Allemagne et en Autriche par la société fondée par Wayss en utilisant le brevet de Joseph Monier. En Autriche, Wayss avait racheté le brevet vendu par Joseph Monier à Schuster.
En 1890, Wayss réalise le pont-route à Wildegg sur le canal de l'Aar en Suisse. Le pont construit suivant le système Monier a une portée de 37 m et une largeur de 3,90m, record mondial de l'époque. Le pont a été démoli en 1973.
En 1900, la société Wayss & Freytag devient une société par actions, Wayss & Freytag AG. Wayss & Freytag construit un pont sur le Neckar près de Neckarhausen (RFA) de 50 m de portée suivant le système Monier. Elle engage en 1901 Emil Mörsch pour diriger son bureau d'études. Emil Mörsch publie en 1902 Der Eisenbetonbau, seine Anwendung und Theorie.

## Entreprise M. J. Monier fils
En 1889, son fils Pierre revient à Paris et crée la société « Entreprise Monier Fils », à La-Plaine-Saint-Denis, qui fera quelques constructions en ciment armé. À partir de 1899 cette société existe sous le nom de « Société des Travaux en ciment » et participe à la construction du pavillon du Cambodge à l'Exposition universelle de 1900. À cette date elle applique toujours le système Monier avec les méthodes de calculs développées par Chaudy, ingénieur de l'École centrale Paris.
Paul Cottancin va commencer sa carrière d'ingénieur comme représentant de la société.

## Brevets
| numéro brevet      | Date              | Intitulé du brevet |
| no 77 165          | 16 juillet 1867   | Système de caisses-bassins mobiles en fer et ciment applicables à l'horticulture                                                                                                  |
| no 77 165 additif  | 4 juillet 1868    | Procédé pour des tuyaux |
| no 77 165 additif  | 19 septembre 1868 | Procédé pour des bassins fixes et immobiles en ciment et fer pour retenir l'eau des jardins                                                                                       |
| no 77 165 additif  | 2 septembre 1869  | Procédé pour des panneaux, mobiles et immobiles, servant à la clôture des maisons, etc.                                                                                           |
| no 77 165 additif  | 13 août 1873      | Application à la construction des ponts et passerelles de toutes dimensions |
| no 77 165 additif  | 16 mars 1875      | Système de construction de caisses et cercueils … |
| no 77 165 additif  | 26 juillet 1875   | Système de construction d'escaliers |
| no 120 989         | 3 novembre 1877   | Système de traverses et supports en ciment et fer applicables aux voies, chemins ferrés et non ferrés                                                                             |
| no 120 989 additif | 27 juin 1878      | Application à la construction d'égouts et aqueducs |
| no 120 989 additif | 14 août 1878      | Application à la construction de poutres, poutrelles pour ponts, passerelles |
| no 120 989 additif | 30 janvier 1880   | Modification, perfectionnement du système dans la manière d'exécuter lesdites traverses (ligatures)                                                                               |
| no 135 590         | 15 mars 1880      | Systèmes de cuves, récipients en ciment et fer applicables à tous genres d'industrie pour contenir tous liquides tels qu'eaux, vins, bières, cidres, huiles, etc.                 |
| no 135 590 additif | 3 août 1880       | Application de ce système à la construction d'enduits, revêtements en ciment et fer s'appliquant à tous genres de surfaces, planes, inclinées, verticales, horizontales ou autres |
| no 135 590 additif | 4 août 1880       | Application de ce système à la construction d'abreuvoirs, mangeoires, vases, bacs à fleurs, jardinières, etc.                                                                     |
| no 120 989 additif | 2 mars 1881       | Application de ce système à la construction de planchers droits ou cintrés hourdés en fer et ciment                                                                               |
| no 170 798         | 24 août 1885      | Systèmes de tuyaux, conduits en ciment et fer |
| no 170 798 additif | 24 décembre 1885  | Perfectionnement au système de constructions de tuyaux (ligatures) |
| no 175 513         | 15 avril 1886     | Système de constructions de maisons fixes ou portatives, hygiéniques et économiques, en ciment et fer                                                                             |
| no 213 013         | 24 avril 1891     | Système de construction en ciment et fer à simple et double ligature, des caniveaux pour fils télégraphiques et électriques                                                       |